# Tegenaria aculeata
Tegenaria aculeata är en spindelart som beskrevs av Wang 1992. Tegenaria aculeata ingår i släktet husspindlar, och familjen trattspindlar. Inga underarter finns listade i Catalogue of Life.